# Reserva marina de Galápagos
La reserva marina de Galápagos (RMG) es un área protegida creada en 1998 que se encuentra a 1000 km del territorio continental de Ecuador y cubre un área de alrededor de 198 000 km². Las islas Galápagos y las aguas que las rodean representan uno de los ecosistemas más singulares del mundo y son áreas ricas en biodiversidad. Recientemente se le concedió estatus mundial de Patrimonio de la Humanidad de la Unesco. La reserva marina de Galápagos es la mayor reserva marina en un país en desarrollo y la segunda reserva más grande del mundo.